# Ben Youngs
Benjamin Ryder Youngs (Norwich, 5 de septiembre de 1989) es un exjugador británico de rugby que se desempeñaba como medio scrum y jugó toda su carrera para el Leicester Tigers y el XV de la Rosa.

## Biografía
Su hermano mayor Tom Youngs es también jugador de rugby, para los Leicester Tigers como hooker. Su padre Nick Youngs jugó de medio melée tanto para Leicester como para Inglaterra.

## Trayectoria deportiva
Youngs ha jugado para Inglaterra en las categorías por debajo de 16 años, 18 y en marzo de 2008 fue un miembro de la selección en la categoría sub-20 que ganó el grand slam.
Más tarde ese mes, Youngs debutó con el equipo "England Sevens" y los "Hong Kong sevens".
Youngs jugó en la final tanto del Campeonato mundial Junior IRB de 2008 como el de 2009.
Jugó con los England Saxons en 2010, y debutó con Inglaterra en su victoria 21 – 20 sobre Australia en Sídney, el 19 de junio de 2010. Tuvo un importante papel al mejorar el plan de juego de Inglaterra, y logró un ensayo en la primera mitad. El 13 de noviembre de 2010, Youngs fue premiado como hombre del partido por su destacada actuación contra Australia.
Intervino con Inglaterra en la Copa Mundial de Rugby de 2011. Y ha participado en el Torneo de las Seis Naciones 2013. Tuvo una destacada actuación con incisivas carreras y pases exactos durante los primeros cuatro partidos, si bien no pudo hacer nada contra Gales en el último partido, con Inglaterra totalmente a la defensiva.
Salió como titular en el primer partido, contra Escocia, y fue sustituido por el medio melé Care en el minuto 67. También salió de titular en la siguiente jornada, contra Irlanda una patada suya, por encima de la defensa irlandesa, estuvo a punto de significar el único ensayo del partido, si lo hubiera podido recoger y posar en la zona de marca Manu Tuilagi. Salió de titular en la tercera jornada, contra Francia, y Care lo sustituyó en el minuto 59. Para el siguiente partido, contra Italia, salió como suplente, y Care fue titular, pero Youngs lo sustituyó a partir del minuto 58. En la última y decisiva jornada, contra Gales, salió de titular y Care los sustituyó en el minuto 64.
En 2015 es seleccionado para formar parte de la selección inglesa que participa en la Copa Mundial de Rugby de 2015. En 2016 tras la llegada del seleccionador Eddy Jones se proclamaron campeones del seis naciones incluyendo el Gran Slam. En 2017 mantuvieron la racha de victorias que les hizo llevar hasta el récord de los All Black con 18 consecutivas, dando lugar a la consecución del 6 naciones, pero en la última jornada perdieron ante Irlanda perdiendo la posibilidad de alzarse con el Gran Slam
Fue seleccionado por Eddie Jones para formar parte del XV de la rosa en la Copa Mundial de Rugby de 2019 en Japón donde lograron vencer en semifinales, en el que fue el mejor partido del torneo, a los All Blacks que defendían el título de campeón, por el marcador de 19-7. Sin embargo, no pudieron vencer en la final a Sudáfrica perdiendo por el marcador de 32-12.

#### Participaciones en Copas del Mundo
| Mundial                       | Sede          | Resultado        | PJ | Tries |
| ----------------------------- | ------------- | ---------------- | -- | ----- |
| Copa Mundial de Rugby de 2011 | Nueva Zelanda | Cuartos de final | 5  | 2     |
| Copa Mundial de Rugby de 2015 | Inglaterra    | Primera fase     | 3  | 0     |
| Copa Mundial de Rugby de 2019 | Japón         | Subcampeón       | 6  | 1     |
| Copa Mundial de Rugby de 2023 | Francia       | 3er Puesto       | 3  | 0     |

## Palmarés y distinciones notables
- Campeón de la Aviva Premiership de 2006-07
- Campeón de la Anglo-Welsh Cup de 2007
- Campeón de la Aviva Premiership de 2008-09
- Campeón de la Aviva Premiership de 2009–10
- Campeón de la Anglo-Welsh Cup de 2012
- Campeón de la Aviva Premiership de 2012-2013
- Campeón de la Anglo-Welsh Cup de 2017
- Campeón del Torneo de las Seis Naciones de 2011
- Campeón del Torneo de las Seis Naciones de 2016
- Campeón del Torneo de las Seis Naciones de 2017